# کاپا زن برزنجیر

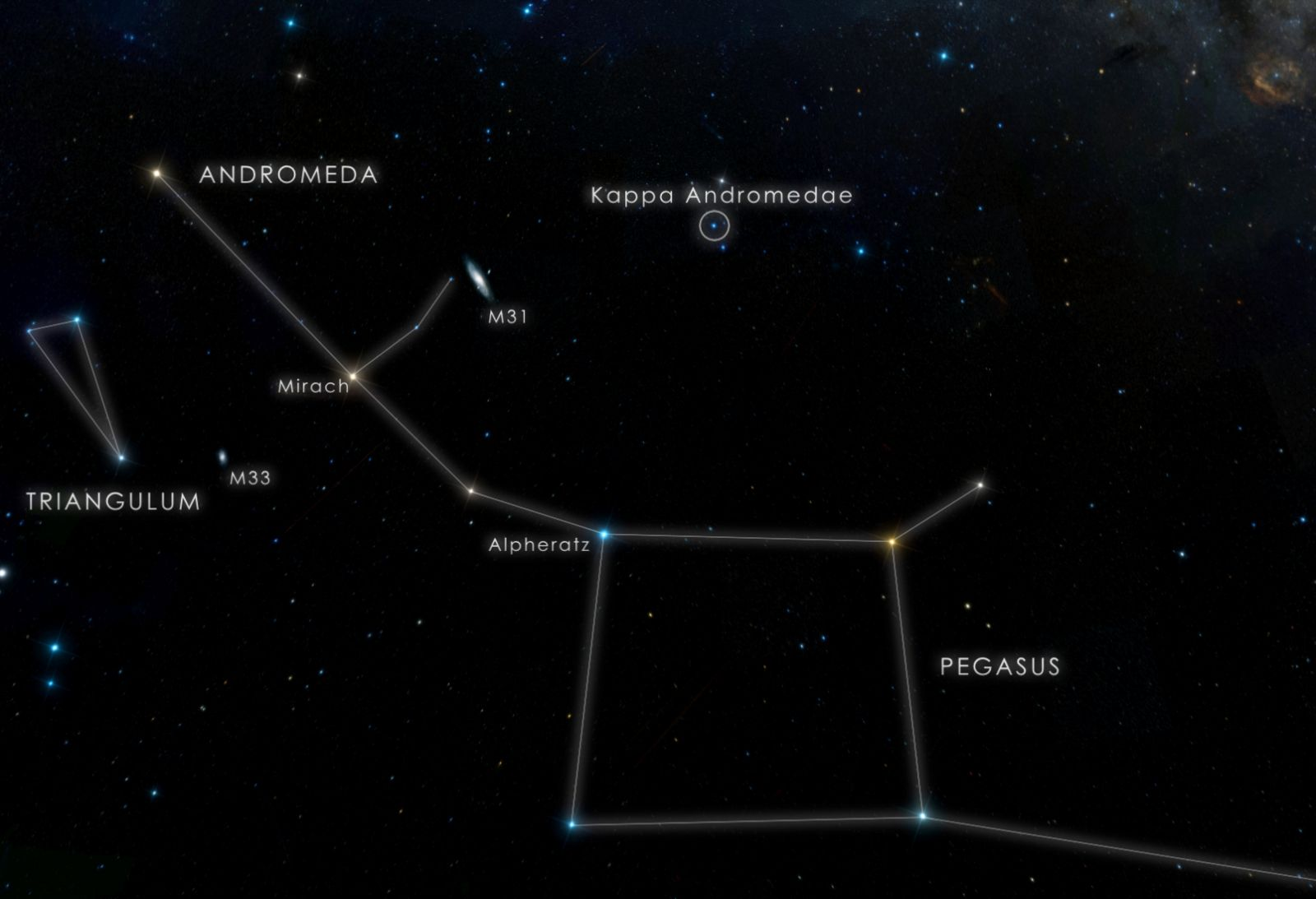
کاپا زن برزنجیر

کاپا زن برزنجیر یک ستاره است که در صورت فلکی آندرومدا قرار دارد.